# Catfish Hunter
James Augustus „Jim“ Hunter (* 8. April 1946 in Hertford, North Carolina; † 9. September 1999 ebenda) war ein US-amerikanischer Baseballspieler in der Major League Baseball (MLB). Er wurde unter dem Namen Catfish Hunter bekannt.

## Biografie

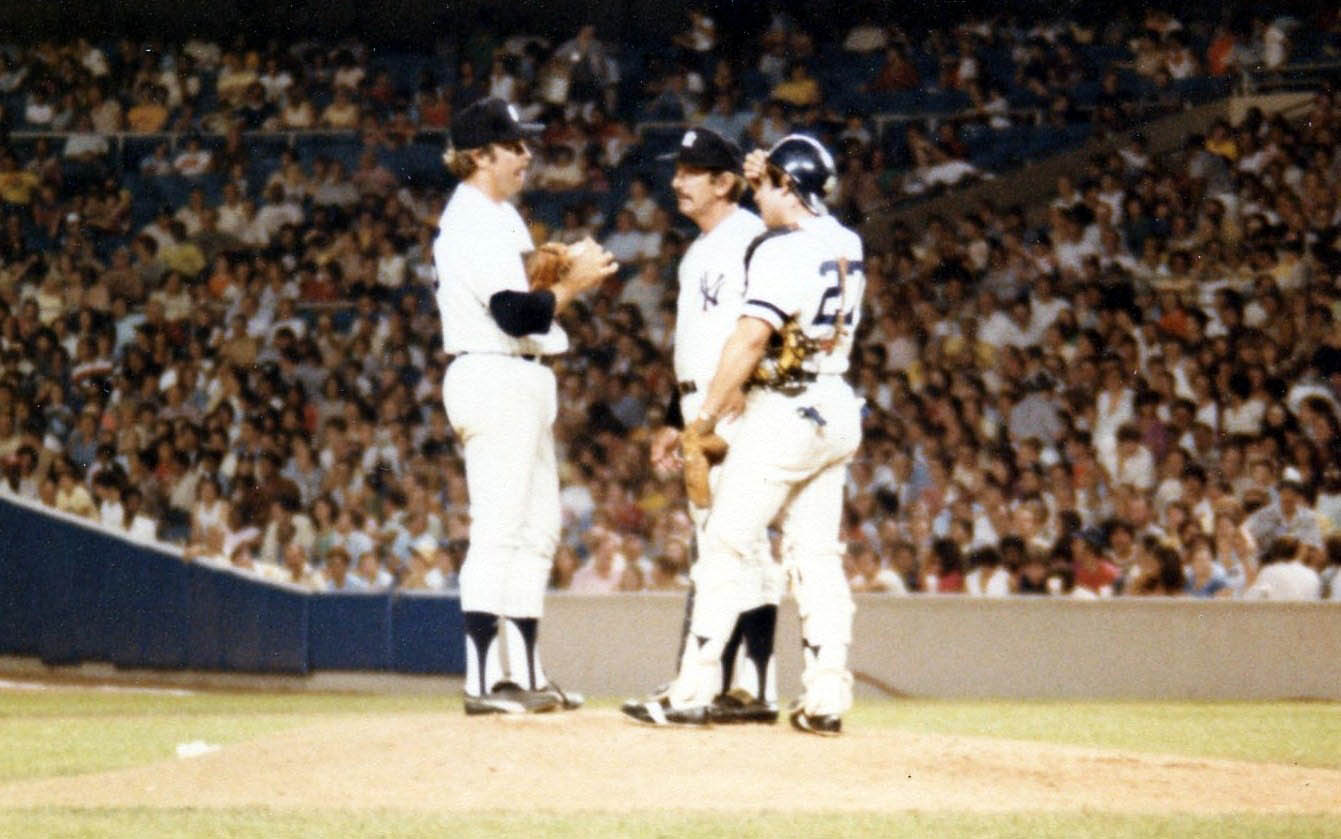
Catfish Hunter (links) mit Manager Billy Martin und Brad Gulden, 1979.

Der Pitcher Hunter begann seine Karriere bei den Kansas City Athletics im Jahr 1965, von deren Besitzer Charles O’Finley er seinen Spitznamen bekam. In seiner Highschool hatte Hunter bereits fünf No-Hitter geworfen, wäre aber beinahe durch einen Jagdunfall, bei dem er sich eine Fußverletzung zuzog, um seine Baseballkarriere gekommen. Nach einer Operation musste er die Saison 1964 absagen und konnte erst ein Jahr später sein Profidebüt geben. Bereits 1966 wurde er ins All-Star-Team berufen, kam aber nicht zum Einsatz. Dieser sollte ein Jahr später erfolgen. In 5 Innings ließ er nur einen Punkt zu, verlor aber das Spiel. Am 8. Mai 1968 warf er im Spiel gegen die Minnesota Twins ein Perfect Game, das erste in der regulären Spielzeit in der American League seit Charlie Robertson 1922. Don Larsen warf sein Perfect Game 1956 in der World Series.
Von 1972 bis 1974 gewann er dreimal die World Series mit Oakland. Nach der Spielzeit 1974 wurde Hunter einer der ersten Free Agents im Baseball. Chuck O’Finley zahlte nicht die vereinbarten 50.000 $ in Hunters Lebensversicherung, ein Schiedsgericht erklärte darauf den Vertrag für ungültig und Hunter konnte sich einen neuen Verein suchen. Er unterzeichnete bei den New York Yankees für ein Gehalt von 3,5 Mio. $, der bis dahin größten Summe für einen Baseballspieler. Auch mit den Yankees erreichte er dreimal die World Series, zwei Siege und eine Niederlage waren das Resultat. Mit Schwierigkeiten in seinem rechten Wurfarm musste er 1979 seine Karriere beenden.
Danach unterstützte er die Yankees noch im Spring Training, lebte aber hauptsächlich auf seiner Farm in North Carolina. In die Baseball Hall of Fame wurde er 1987 gewählt. Wie Lou Gehrig erkrankte er an ALS. Bei einem Sturz verletzte er sich am Kopf und verstarb im Alter von 53 Jahren am 9. September 1999.
Bob Dylans Song Catfish handelt von Hunter und wurde 1976 von Joe Cocker auf seiner LP Stingray veröffentlicht. Bob Dylan hatte den Song schon 1975 aufgenommen, aber erst 1991 veröffentlicht.